# Charaxes amasia
Charaxes amasia är en fjärilsart som beskrevs av Fabricius 1893. Charaxes amasia ingår i släktet Charaxes och familjen praktfjärilar. Inga underarter finns listade i Catalogue of Life.